# Kuppisparken
Kuppisparken (finska: Kupittaanpuisto) är den största och äldsta stadsparken i Finland. Parken ligger i Åbo i Egentliga Finland. Parkens storlek är 24 hektar.

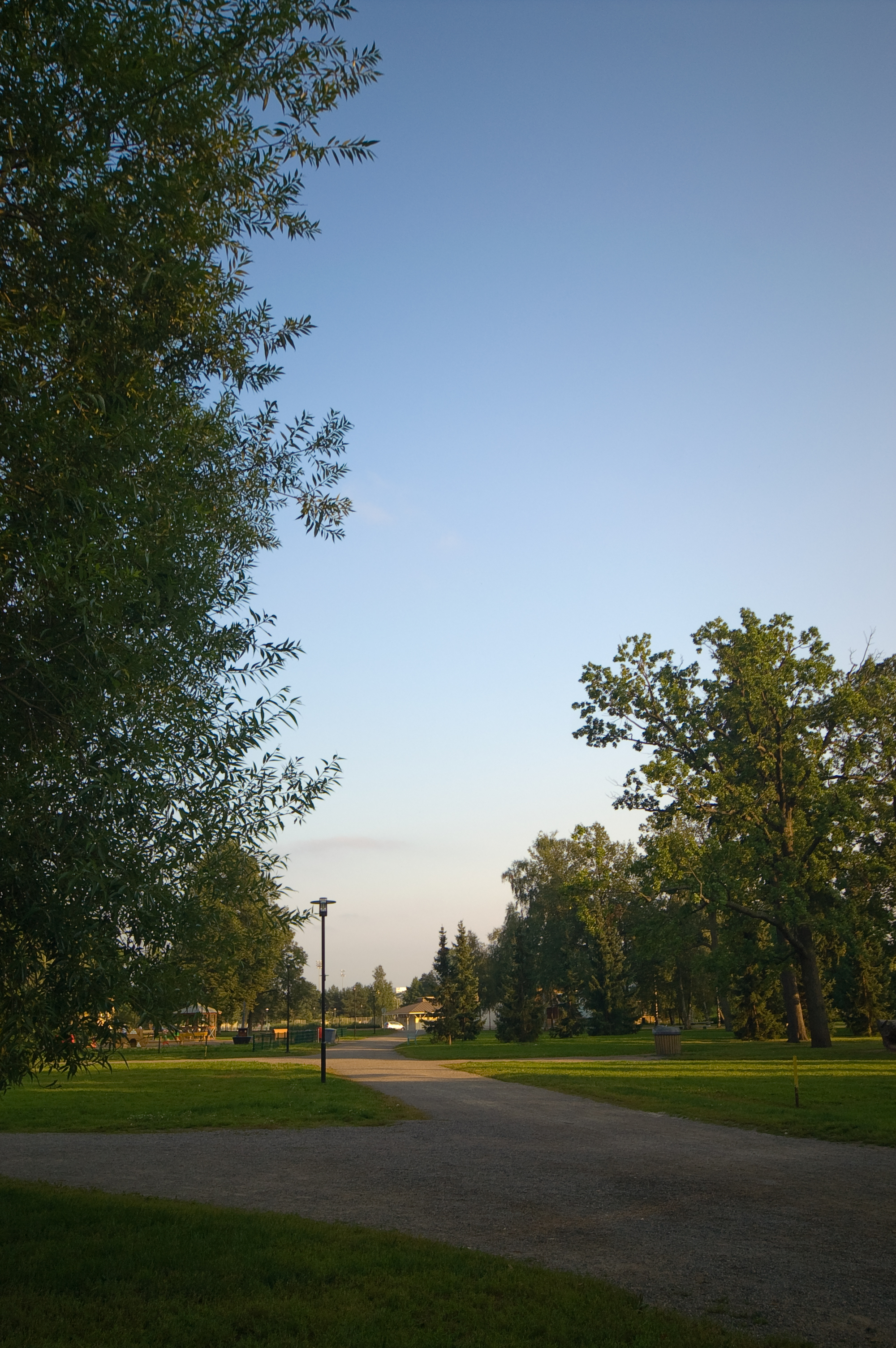
Kuppisparken

## Historia

### 1100-talet
Enligt muntlig tradition döpte biskop Henrik de första finnarna vid Kuppis källa under det första korståget på 1150-talet. På detta sätt ville man vid denna tid ge den gamla hedniska offerplatsen en kristen prägel. 

### 1500-talet
På 1520- och 1590-talen var Kuppisparken en slagfält. I striderna på 1520-talet fördrevs danskarna av Gustav Vasas trupper och i Klubbekriget år 1597 besegrades konung Sigismunds trupper av Hertig Karls trupper.
Under Hertig Johans tid på 1550-talet hölls det tornerspel till häst i Kuppisparken. I dessa spel stred Vinter och Vår mot varandra. Hertig Johan hörde alltid till den färggrant klädda truppen Vår, eftersom han kom med våren.

### 1600-talet och 1700-talet
På 1600-talet utgjorde parken en rekreationsplats för åboborna. Även studenterna vid Kungliga Akademien i Åbo kom till parken för att fira Floradagen med rikliga mått av snapsar och vin. Kuppis källa fick en stor betydelse på 1680-talet, då man trodde att dess vatten var hälsofrämjande. Under 1700-talet vårdades bland annat spetälska, syfilis och barnlöshet på sjukstugan vid källan. Källan börjas nu att fungera som en hälsobrunn. Folk kom nästan varje dag från staden för att dricka källvatten.
Redan på 1700-talet fanns det en badinrättning i Kuppis.

### 1800-talet
Den första cirkusföreställningen i Finland visades i Kuppisparken år 1802. Från 1840-talet ordnades det regelbundet folknöjen i parken, såsom fyrverkeri, lindans och gymnastikuppvisningar.
Det fanns också en hälsobad i Kuppisparken på 1800-talet. Hälsobadets blomstringstid på 1820-talet var också en blomstringstid för nöjeslivet. Så gott som varje kväll anordnades dans i parken. Dessutom spelades det boll, och därutöver anordnades det kapplöpning och spatserade i parken.
År 1824 byggdes det en ny badinrättning i Kuppisparken. Byggnaden, som hade även brunnshus och festsal, ritades av arkitekten Charles Bassi. Doriska pelare bar upp ett tak över gången till källpaviljongen. Där slog brunnsmästaren på gonggongen varje timme och kallade på detta sätt besökarna till att njuta av det hälsosamma vattnet. När brunnshusen föll ur modet blev paviljongen enbart en danssalong. Vid sekelskiftet 1800–1900 revs byggnaden eftersom den ansågs skadlig för arbetarbefolkningen.
Kuppisparken startade år 1820 som en 1,5 hektar stor park som grundades för badinrättningens gäster. Senare fick Finlands trädgårdssällskap, som grundades år 1837, jord från Kuppis för planteringar. Under 1800-talet utvidgades parken från badinrättningens område till trädgårdsskolan och även till det så kallade Kuppistorget i hörnet mellan Nylandsgatan och Österlånggatan. År 1896 var parken över fem hektar stor.
Kuppis trädgårdsskola, som var Finlands första trädgårdsskola, grundades år 1841. Till skolans uppgifter hörde att ta hand om parken omkring skolan. Kuppis trädgårdsskola låg på den nuvarande äventyrsparkens område och en del av skolans byggnader står fortfarande kvar.
I slutet av 1800-talet, då dansen hade konstaterats vara "fördärvlig" och även cirkusnöjena ansågs okultiverade började man ordna idrotts- och kulturfester i parken. Kuppisparken har under århundradena blivit ett grönt vardagsrum för åboborna.

### 1900-talet
De sista byggnaderna som stod kvar från den gamla badinrättningen förstördes i bombardemangen under Vinterkriget. Endast brunnshuset har bevarats. Intill brunnshuset avtäcktes år 1979 en minnessten över Sankt Henrik.
De första parkleksakerna (olika gungor) byggdes i Kuppisparken i början av 1900-talet utifrån stadsträdgårdsmästaren Mauritz Hammarbergs planer. Kuppis utebad öppnades 1912 

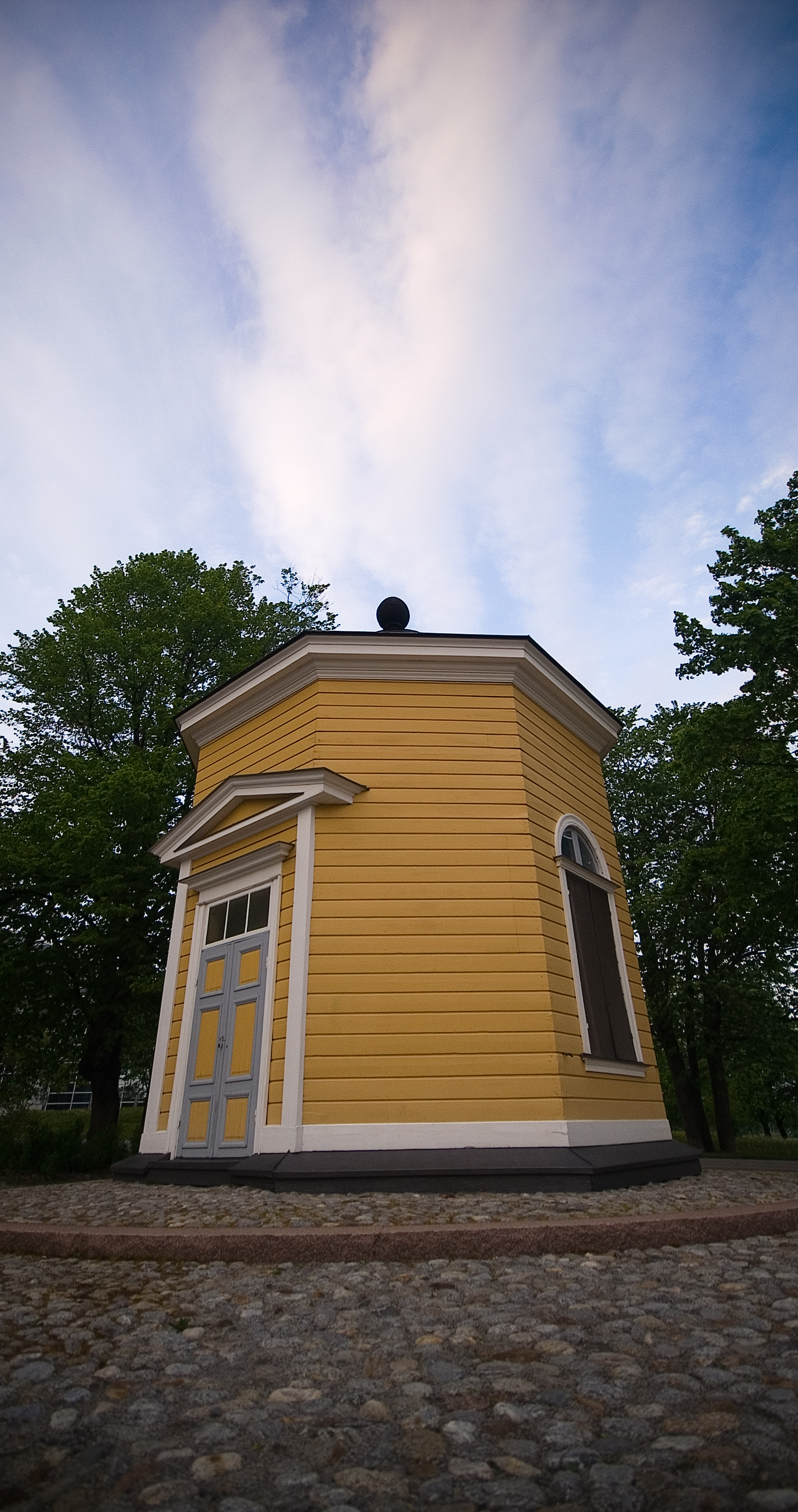
Kuppis brunnshus

### 2000-talet
Nuförtiden är Kuppisparken en av Åbos populäraste motionsparker året runt. I parken finns bland annat bowlinghallen, äventyrsparken och Kuppis utebad. I parken finns det också två platser för evenemang: Blombergs plan och Sant Henriks plan. Blombergs plan ligger mellan Veritas Stadions idrottsplatser och Kuppis idrottshall.
Sankt Henriks plan ligger däremot mellan Kuppis idrottshall och Kuppis utebad, och runt planen finns det rikligt med grönområden och gräsmattor. Sankt Henriks plan har fått sitt namn efter Sankt Henriks källa.
I Kuppisparken finns också en fågeldamm. Vid denna damm finns det kalkoner, hönor, änder och även några får, och den är en populär utflyktsplats för bland annat barnfamiljer.

## Bilder

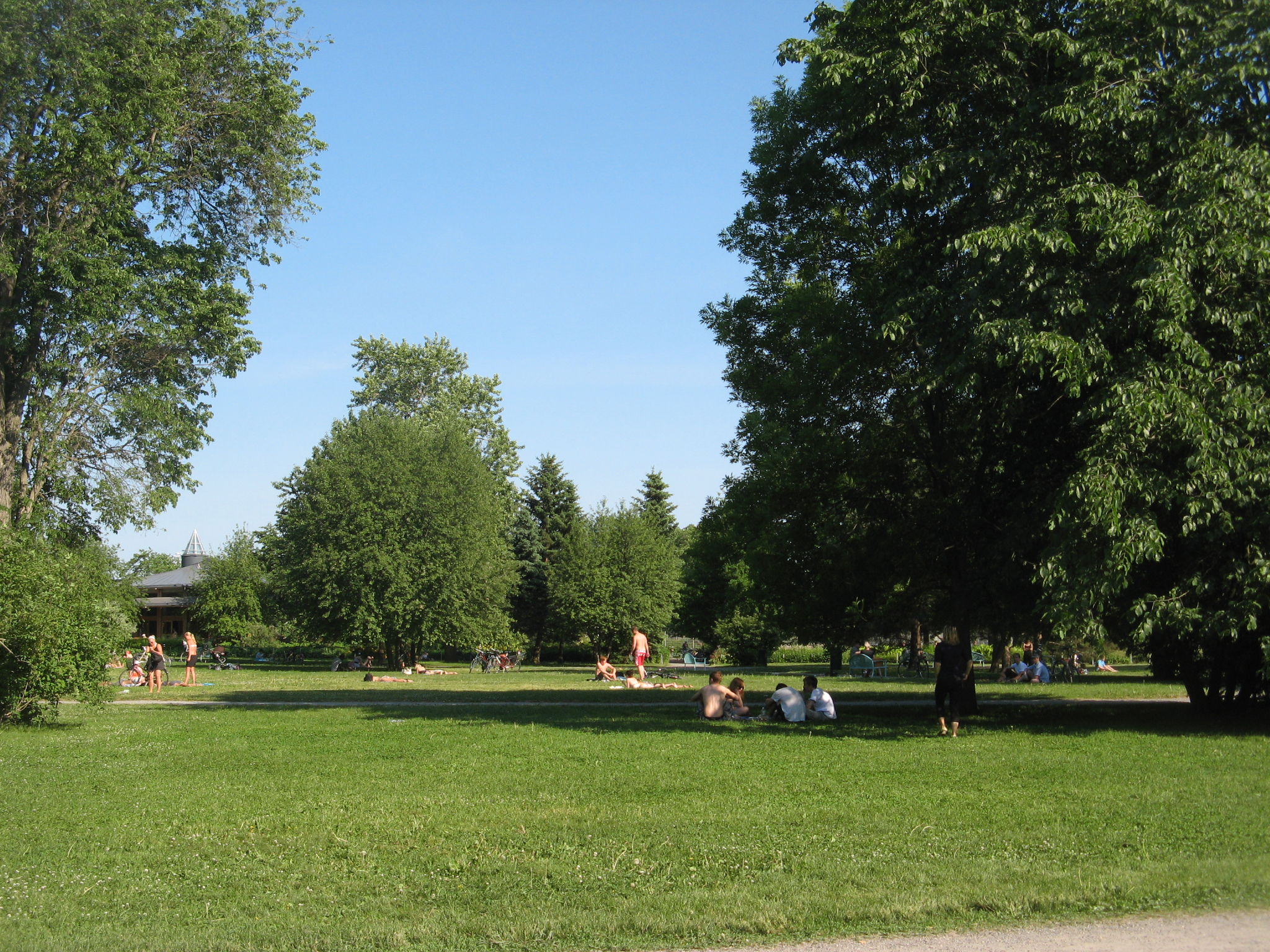
Kuppisparken.
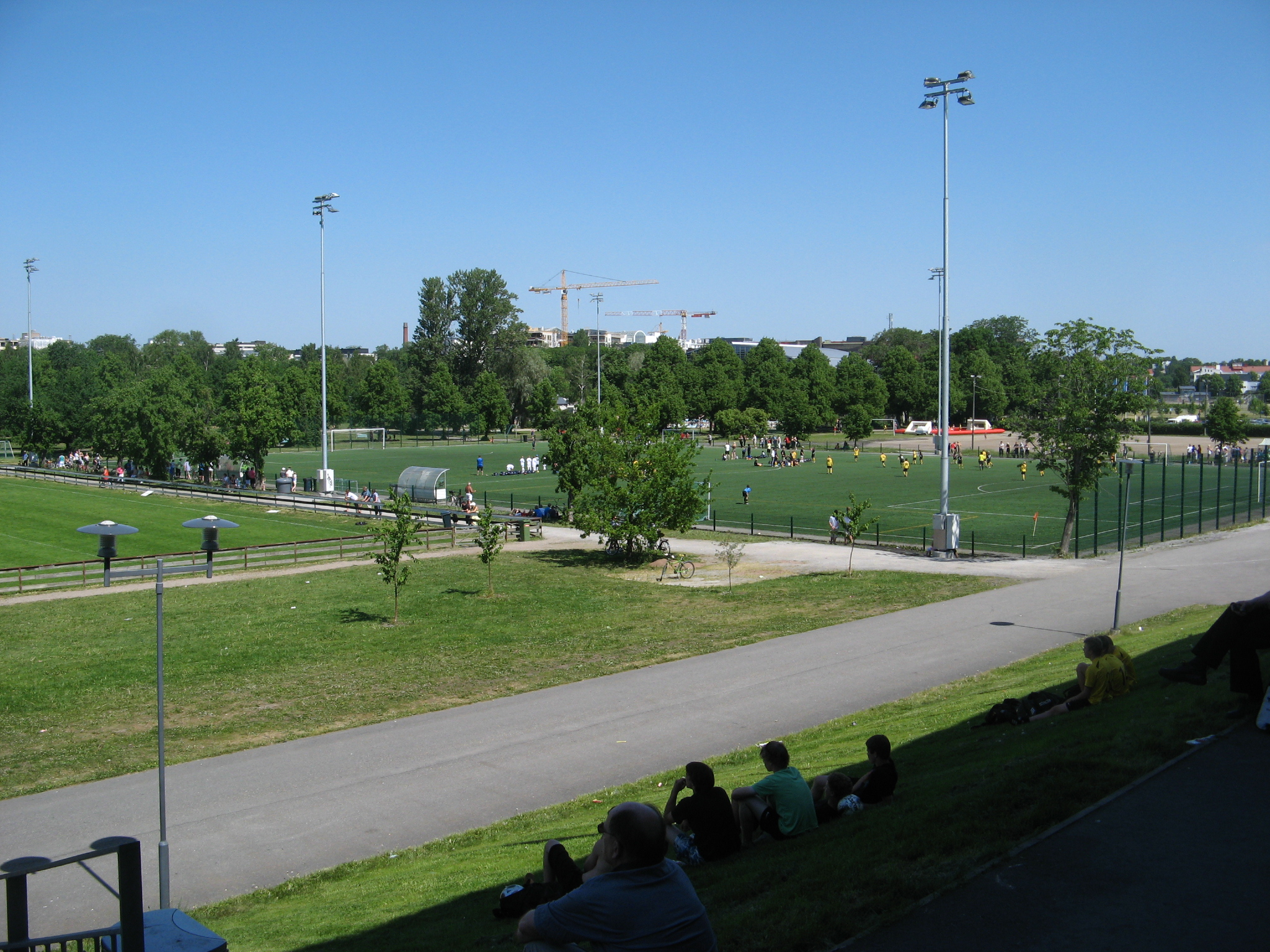
Kuppis fotbollsplaner.
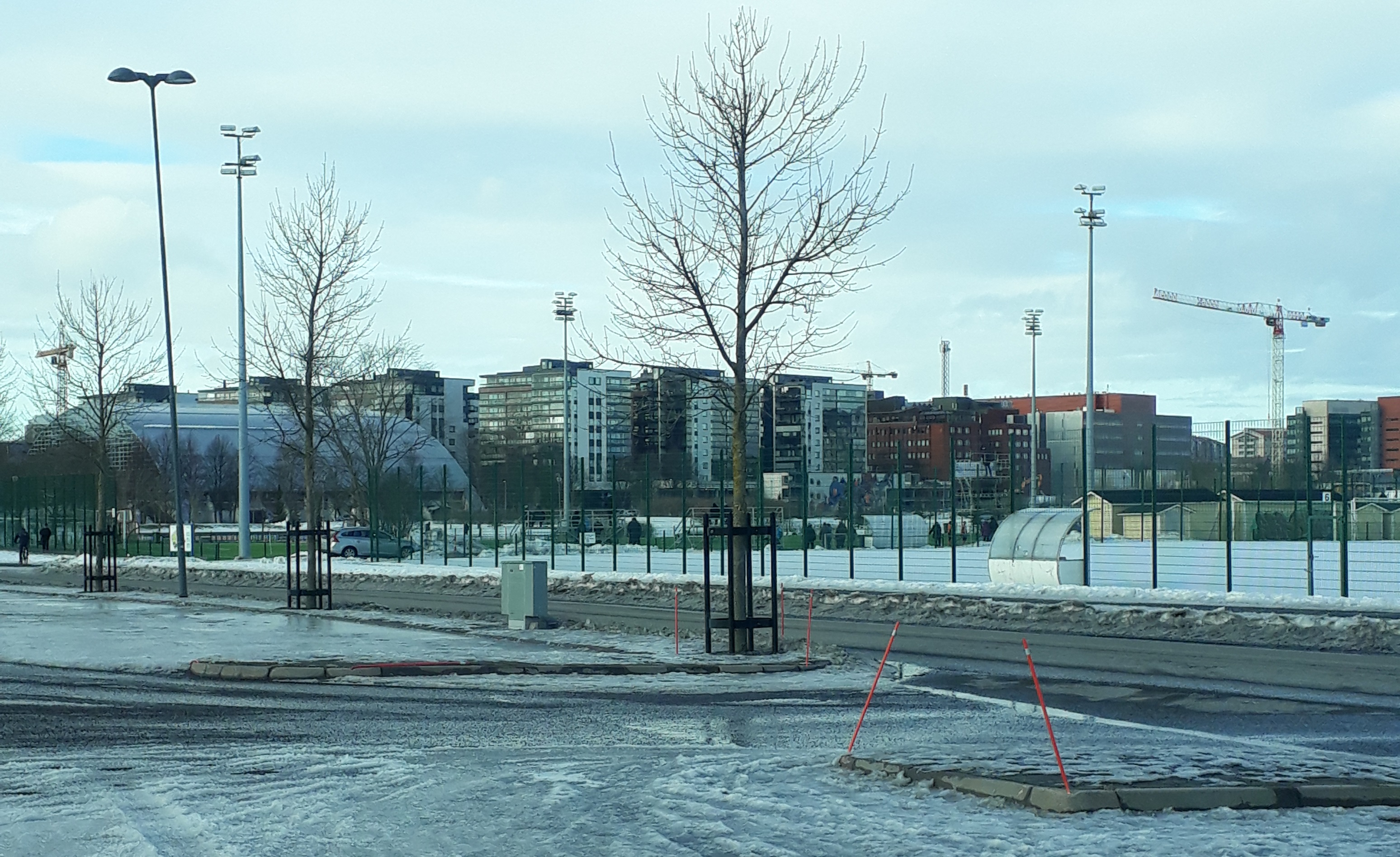
Parken och till vänster idrottshallen i Kuppis.
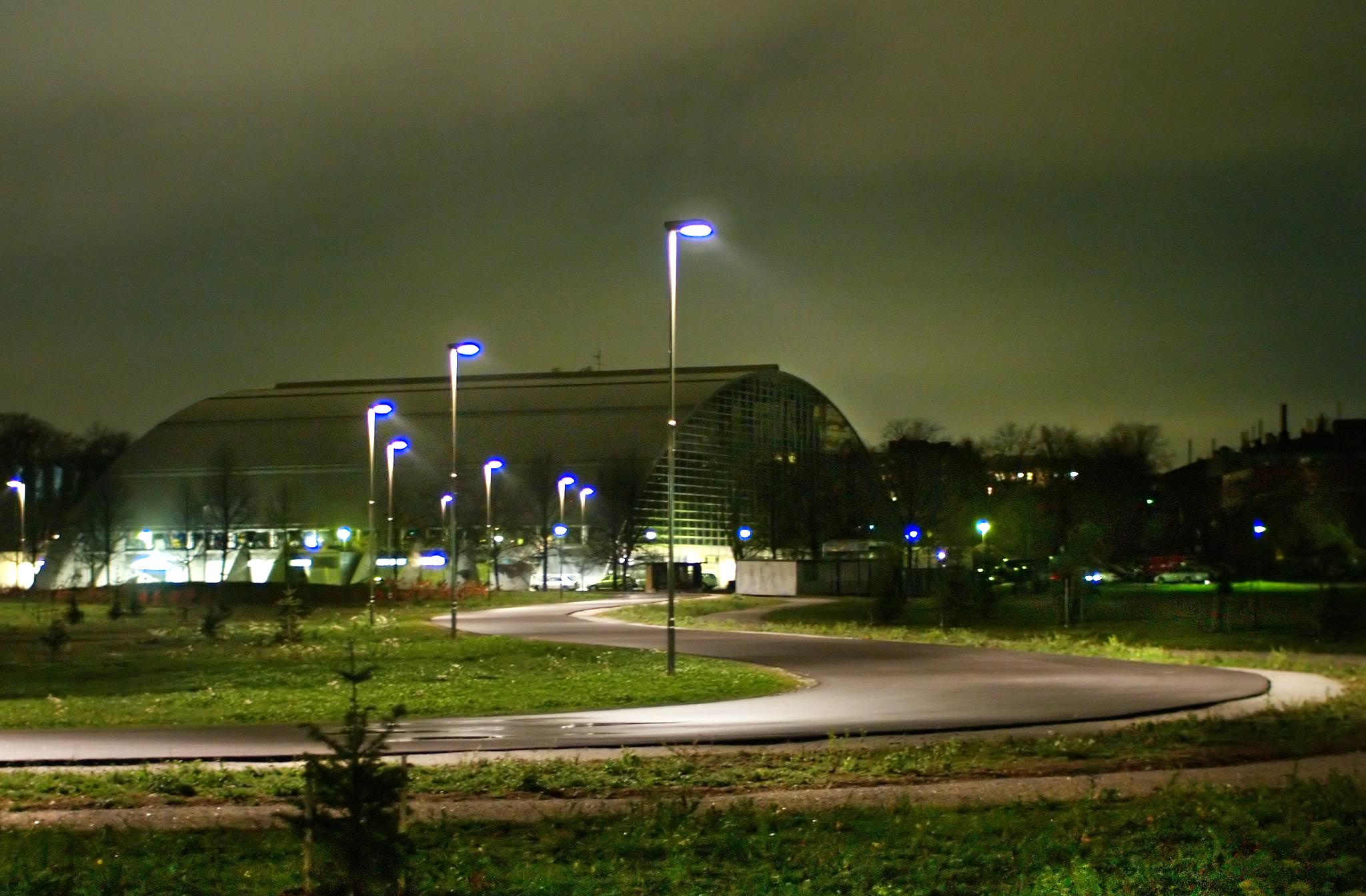
Idrottshallen i Kuppis.
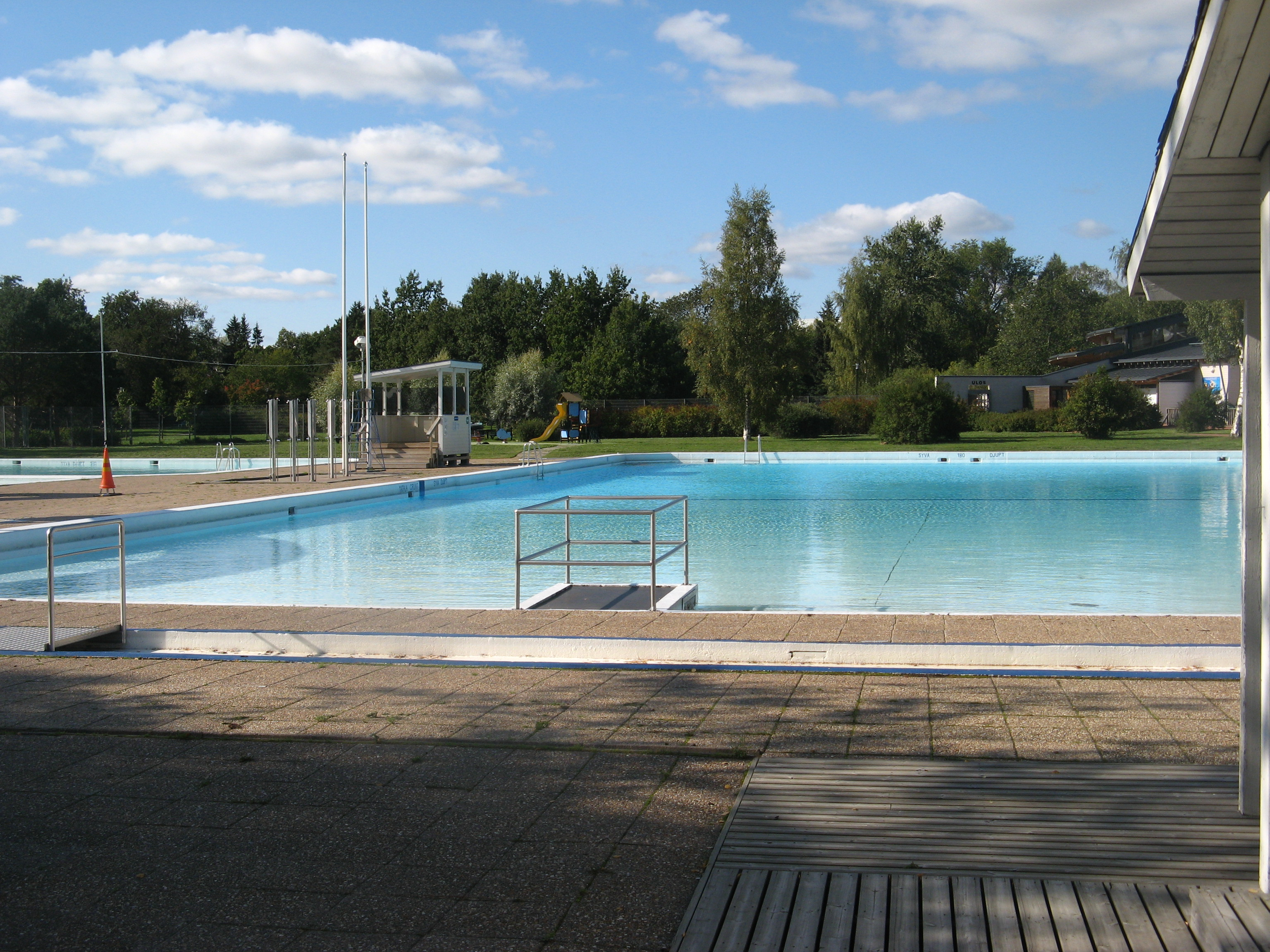
Kuppis simstadion.